# Pfaffnau
Pfaffnau es una comuna suiza del cantón de Lucerna, situada en el distrito de Willisau. Limita al norte con las comunas de Murgenthal (AG) y Brittnau (AG), al este con la comuna de Reiden, al sur con Roggliswil, Grossdietwil y Altbüron, y al oeste con Untersteckholz (BE), Roggwil (BE) y Melchnau (BE).